# Guissimi
Guissimi est un village du Cameroun situé dans la région de l'Adamaoua et le département de Mayo-Banyo. Il appartient à la commune de Mayo-Darlé. 

## Population
Lors du recensement national de 2005, la localité comptait 1 133 habitants.

### Relief
Guissimi se trouve à 1 760 m d'altitude.

## Éducation
Le village compte une école primaire disposant de deux salles de classe.

## Agriculture
Il est constaté le manque de parcs vaccinogènes, de bains détiqueurs, de puits pastoraux et de couloirs d'abreuvement.